# Nassela

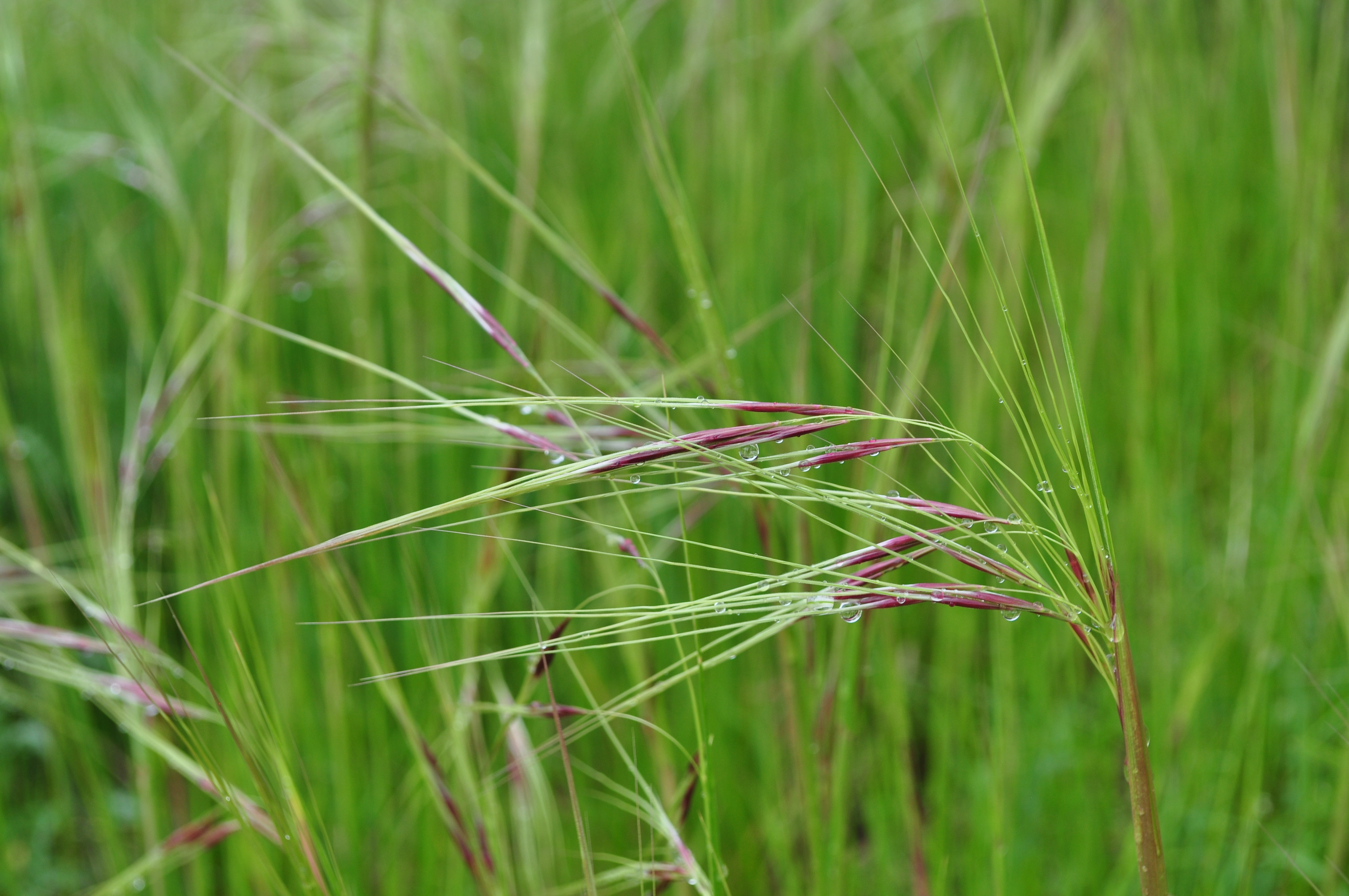
Nassella neesiana

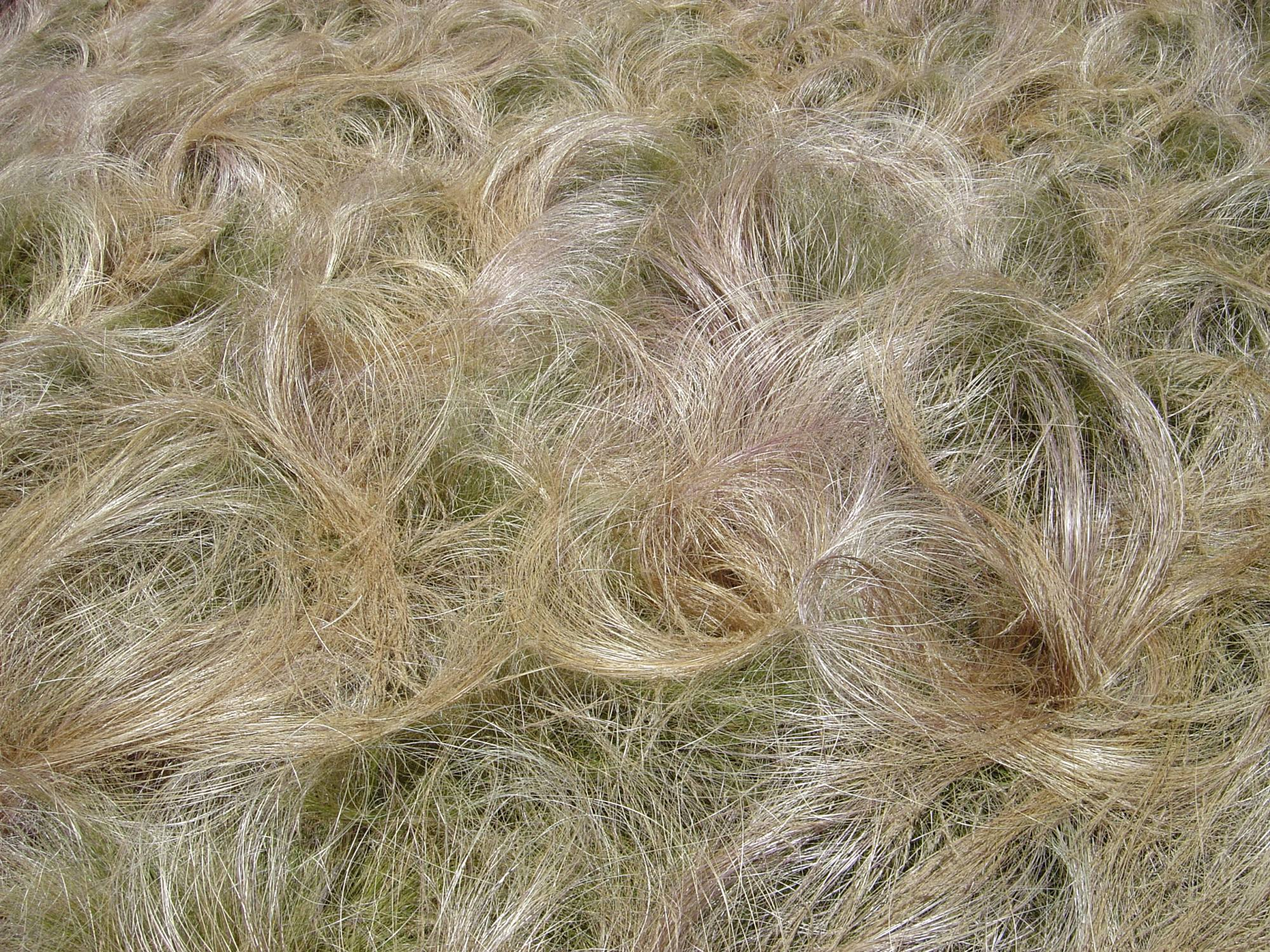
Nassella laevissima

Nassela, nasella (Nassella (Trin.) É.Desv.) – rodzaj roślin z rodziny wiechlinowatych. Należy tu 112 gatunków. Zasięg rodzaju obejmuje oba kontynenty amerykańskie, przy czym największe zróżnicowanie gatunkowe występuje w Andach – tylko w Argentynie występują 72 gatunki z tego rodzaju.
Niektóre gatunki z tego rodzaju uprawiane są jako ozdobne, m.in. w Polsce nassela drobnokwiatowa N. tenuissima. Ten gatunek i kilka innych stało się uciążliwymi gatunkami inwazyjnymi w południowej Afryce, Australii i Nowej Zelandii.

## Systematyka
Pozycja systematyczna
Rodzaj z rodziny wiechlinowatych Poaceae. W obrębie rodziny należy do podrodziny wiechlinowych Pooideae i plemienia Stipeae. Gatunki tu zaliczane włączano dawniej do rodzaju ostnica Stipa. Wyróżniają się krótszymi i nie wyrastającymi centralnie z plewki dolnej ośćmi. Mają też krótsze i szersze kłoski.
Wykaz gatunków
- Nassella airoides (Ekman) Barkworth
- Nassella ancoraimensis F.Rojas
- Nassella arcaensis (Speg.) Torres
- Nassella arcuata (R.E.Fr.) Torres
- Nassella arechavaletae (Speg.) Barkworth
- Nassella argentinensis (Speg.) Peñail.
- Nassella asplundii Hitchc.
- Nassella ayacuchensis (Tovar) Barkworth
- Nassella barbinodis (Phil.) Muñoz-Schick, Ciald. & Morrone
- Nassella brachychaetoides (Speg.) Barkworth
- Nassella brachyglumis (F.A.Roig) Ciald.
- Nassella brachyphylla (Hitchc.) Barkworth
- Nassella brasiliensis (A.Zanin & Longhi-Wagner) Peñail.
- Nassella burkartii (Torres) Barkworth & Torres
- Nassella cabrerae Torres
- Nassella caespitosa Griseb.
- Nassella carettei (Hauman) Torres
- Nassella catamarcensis Torres
- Nassella cernua (Stebbins & Love) Barkworth
- Nassella chaparensis F.Rojas
- Nassella charruana (Arechav.) M.E.Barkworth
- Nassella chilensis (Trin.) É.Desv.
- Nassella coquimbensis (Matthei) Peñail.
- Nassella cordobensis (Speg.) Barkworth
- Nassella crassiflora (Roseng. & B.R.Arrill.) Barkworth
- Nassella curamalalensis (Speg.) Barkworth
- Nassella depauperata (Pilg.) Barkworth
- Nassella duriuscula (Phil.) Barkworth
- Nassella elata (Speg.) Torres
- Nassella entrerriensis (Burkart) Peñail.
- Nassella fabrisii Torres
- Nassella famatinensis Torres
- Nassella filiculmis (Delile) Barkworth
- Nassella formicarum (Delile) Barkworth
- Nassella gibba (Phil.) Muñoz-Schick
- Nassella gigantea (Steud.) Muñoz-Schick
- Nassella glabripoda Torres
- Nassella hirtifolia (Hitchc.) Barkworth
- Nassella holwayi (Hitchc.) Barkworth
- Nassella huallancaensis (Tovar) Barkworth
- Nassella hunzikeri (Caro) Barkworth
- Nassella hyalina (Nees) Barkworth
- Nassella ibarrensis (Kunth) Laegaard
- Nassella inconspicua (J.Presl) Barkworth
- Nassella juergensii (Hack.) Barkworth
- Nassella karstenii (Hitchc.) Peñail.
- Nassella lachnophylla (Trin.) Barkworth
- Nassella laevissima (Phil.) M.E.Barkworth
- Nassella lepida (Hitchc.) Barkworth
- Nassella leptocoronata (Roseng. & B.R.Arrill.) Barkworth
- Nassella leptothera (Speg.) Torres
- Nassella leucotricha (Trin. & Rupr.) R.W.Pohl
- Nassella longicoronata (Roseng. & B.R.Arrill.) Barkworth
- Nassella longiglumis (Phil.) Barkworth
- Nassella macrathera (Phil.) Barkworth
- Nassella macrotricha (F.A.Roig) Ciald.
- Nassella manicata (É.Desv.) Barkworth
- Nassella melanosperma (J.Presl) Barkworth
- Nassella mexicana (Hitchc.) R.W.Pohl
- Nassella meyeniana (Trin. & Rupr.) Parodi
- Nassella meyeri Torres
- Nassella mucronata (Kunth) R.W.Pohl
- Nassella nardoides (Phil.) Barkworth
- Nassella neesiana (Trin. & Rupr.) Barkworth
- Nassella nidulans (Mez) Barkworth
- Nassella niduloides (Caro) Barkworth
- Nassella novari Torres
- Nassella nubicola (Speg.) Torres
- Nassella nutans (Hack.) Barkworth
- Nassella pampagrandensis (Speg.) Barkworth
- Nassella pampeana (Speg.) Barkworth
- Nassella paramilloensis (Speg.) Torres
- Nassella parodii (Matthei) Barkworth
- Nassella parva Torres
- Nassella pauciciliata (Roseng. & Izag.) Barkworth
- Nassella pfisteri (Matthei) Barkworth
- Nassella philippii (Steud.) Barkworth
- Nassella pittieri (Hitchc.) Peñail.
- Nassella planaltina (A.Zanin & Longhi-Wagner) Peñail.
- Nassella poeppigiana (Trin. & Rupr.) Barkworth
- Nassella pseudopampagrandensis  (Caro) Barkworth
- Nassella psittacorum (Speg.) Peñail.
- Nassella pubiflora (Trin. & Rupr.) É.Desv.
- Nassella pulchra (Hitchc.) Barkworth
- Nassella punensis Torres
- Nassella pungens É.Desv.
- Nassella quinqueciliata (Roseng. & Izag.) Barkworth & Torres
- Nassella ragonesei Torres
- Nassella rhizomata (A.Zanin & Longhi-Wagner) Peñail.
- Nassella rosengurttii (Chase) Barkworth
- Nassella rupestris (Phil.) Torres
- Nassella sanluisensis (Speg.) Barkworth
- Nassella sellowiana (Trin. & Rupr.) Peñail.
- Nassella smithii (Hitchc.) Barkworth
- Nassella soukupii (Tovar) Barkworth
- Nassella spegazzinii (Arechav.) Barkworth
- Nassella stuckertii (Hack.) Barkworth
- Nassella subnitida (Roseng. & B.R.Arrill.) Barkworth
- Nassella tenuiculmis (Hack.) Peñail.
- Nassella tenuis (Phil.) Barkworth
- Nassella tenuissima (Trin.) Barkworth – nassela drobnokwiatowa[5], nasella cieniutka[6]
- Nassella torquata (Speg.) Barkworth
- Nassella trachyphylla Henrard
- Nassella trichotoma (Nees) Hack. & Arechav.
- Nassella tucumana (Parodi) Torres
- Nassella uspallatensis (Speg.) Torres
- Nassella vallsii (A.Zanin & Longhi-Wagner) Peñail.
- Nassella vargasii (Tovar) Peñail.
- Nassella ventanicola (Cabrera & Torres) Barkworth
- Nassella viridula (Trin.) Barkworth
- Nassella wurdackii (Tovar) Barkworth
- Nassella yaviensis Torres